# Campionat Europeu de Karate
El Campionat Europeu de Karate és un campionat de karate celebrat a Europa organitzat per la Federació Europea de Karate cada any, encara que des de 1966 fins a 1996 va ser organitzat per la Unió Europea de Karate.

## Tornejos
| Edició  | Any  | Ciutat                 | País          | Millor Estat  |
| ------- | ---- | ---------------------- | ------------- | ------------- |
| I       | 1966 | París                  | França        | França        |
| II      | 1967 | Londres                | Regne Unit    | França        |
| III     | 1968 | París                  | França        | França        |
| IV      | 1969 | Londres                | Regne Unit    | França        |
| V       | 1970 | París                  | França        | França        |
| VI      | 1971 | París                  | França        | França        |
| VII     | 1972 | Brussel·les            | Bèlgica       | França        |
| VIII    | 1973 | València               | País Valencià | França        |
| IX      | 1974 | Londres                | Regne Unit    | ?             |
| X       | 1975 | Oostende               | Bèlgica       | França        |
| XI      | 1976 | Teheran                | Iran          | ?             |
| XII     | 1977 | París                  | França        | ?             |
| XII     | 1978 | Ginebra                | Suïssa        | Regne Unit    |
| XIV     | 1979 | Hèlsinki               | Finlàndia     | Països Baixos |
| XV      | 1980 | Barcelona              | Catalunya     | Itàlia        |
| XVI     | 1981 | Venècia                | Itàlia        | Itàlia        |
| XVII    | 1982 | Goteborg               | Suècia        | ?             |
| XVIII   | 1983 | Madrid                 | Espanya       | ?             |
| XIX     | 1984 | París                  | França        | Itàlia        |
| XX      | 1985 | Oslo                   | Noruega       | Espanya       |
| XXI     | 1986 | Madrid                 | Espanya       | Itàlia        |
| XXII    | 1987 | Glasgow                | Escòcia       | Itàlia        |
| XXIII   | 1988 | Gènova                 | Itàlia        | Itàlia        |
| XXIV    | 1989 | Podgorica              | Iugoslàvia    | França        |
| XXV     | 1990 | Viena                  | Àustria       | ?             |
| XXVI    | 1991 | Hannover               | Alemanya      | Espanya       |
| XXVII   | 1992 | Den Bosch              | Països Baixos | Espanya       |
| XXVIII  | 1993 | Praga                  | Txèquia       | Espanya       |
| XXIX    | 1994 | Birmingham             | Anglaterra    | França        |
| XXX     | 1995 | Hèlsinki               | Finlàndia     | França        |
| XXXI    | 1996 | París                  | França        | França        |
| XXXII   | 1997 | Santa Cruz de Tenerife | Espanya       | França        |
| XXXIII  | 1998 | Belgrad                | Iugoslàvia    | França        |
| XXXIV   | 1999 | Euboea                 | Grècia        | Espanya       |
| XXXV    | 2000 | Istanbul               | Turquia       | França        |
| XXXVI   | 2001 | Sofia                  | Bulgària      | Espanya       |
| XXXVII  | 2002 | Tallinn                | Estònia       | França        |
| XXXVIII | 2003 | Bremen                 | Alemanya      | França        |
| XXXIX   | 2004 | Moscou                 | Rússia        | França        |
| XL      | 2005 | Santa Cruz de Tenerife | Espanya       | Espanya       |
| XLI     | 2006 | Stavanger              | Noruega       | Espanya       |
| XLII    | 2007 | Bratislava             | Eslovàquia    | Itàlia        |
| XLIII   | 2008 | Tallinn                | Estònia       | Espanya       |
| XLIV    | 2009 | Zagreb                 | Croàcia       | Espanya       |
| XLV     | 2010 | Atenes                 | Grècia        | Itàlia        |
| XLVI    | 2011 | Zúric                  | Suïssa        | França        |
| XLVII   | 2012 | Santa Cruz de Tenerife | Espanya       | França        |
| XLVIII  | 2013 | Budapest               | Hongria       | Turquia       |
| XLIX    | 2014 | Tampere                | Finlàndia     | Itàlia        |
| L       | 2015 | Istanbul               | Turquia       | Espanya       |
| LI      | 2016 | Montpeller             | França        | per decidir   |
| LII     | 2017 | per decidir            | Turquia       | per decidir   |
| LIII    | 2018 | per decidir            | Sèrbia        | per decidir   |